# Anna Skellern
Pour les articles homonymes, voir Anna et Skellern.
Anna Skellern, née le 27 avril 1985, est une actrice australienne.

## Filmographie
- 2002-2003 : CNNNN: Chaser Non-Stop News Network (série télévisée) : Anna
- 2009 : The Bill (série télévisée) : Stephanie Lewis
- 2009 : The Descent: Part 2 : Cath
- 2010 : A Passionate Woman (série télévisée) : Jo
- 2010 : Outnumbered (série télévisée) : Kelly
- 2010 : Half Hearted : Svetlana
- 2010 : Siren : Rachel
- 2011 : Hercule Poirot (série TV, épisode Les Pendules) : Fiona Hanbury
- 2011 : 7lives : Felicity
- 2011 : Camelot (série télévisée) : Arwen
- 2011 : A Night in the Woods : Kerry Hastings
- 2011 : W.E. : Daphné
- 2011 : The Incident : Lynn
- 2011 : Fingers : Carrie
- 2012 : Lip Service (série télévisée) : Lexy Price
- 2012 : Parade's End (mini-série) : Bobbie
- 2012 : Forza Horizon (jeu vidéo) : Ramona Cravache (voix)
- 2012 : Spy (série télévisée) : Elaine
- 2012 : Gambit : Arnaque à l'anglaise (Gambit) : Fiona, la secrétaire
- 2013 : I Give It a Year : Claudia
- 2013 : Jo (série télévisée) : Vanessa Serfaty
- 2013 : Heading Out (en) (série télévisée) : Sophie
- 2013 : Plebs (série télévisée) : Irina
- 2013 : Drifters (série télévisée) : Ellie
- 2014 : The Musketeers (série télévisée) : Maria Bonnaire
- 2014 : Birds of a Feather (en) (série télévisée) : Sasha
- 2014 : Sophia Grace & Rosie's Royal Adventure : princesse Imogen
- 2014 : Get Some (court métrage)
- 2014 : Blood Moon : Marie
- 2014 : The Dark Hours (court métrage) : Catherine
- 2015 : Solitary : Lisa
- 2015 : The Interceptor (série télévisée) : Kim
- 2016 : Humans (série télévisée) : Emma Harris